# Jean Schmücker
Jean Schmücker (11. december 1939 - 25. februar 2018) var en dansk boksetræner, der i flere år var dansk landstræner og var central i udviklingen af en række af de største danske boksere som Hans Henrik Palm, Johnny Bredahl, Jimmi Bredahl og Brian Nielsen.
Han modtog i 1994 Gunnar Taarup-pokalen for sin betydning for sjællandsk boksning.
Schmücker medvirkede i små roller i filmene Slip hestene løs (2000) og Inkasso (2004).